# Moto Guzzi NTX 350

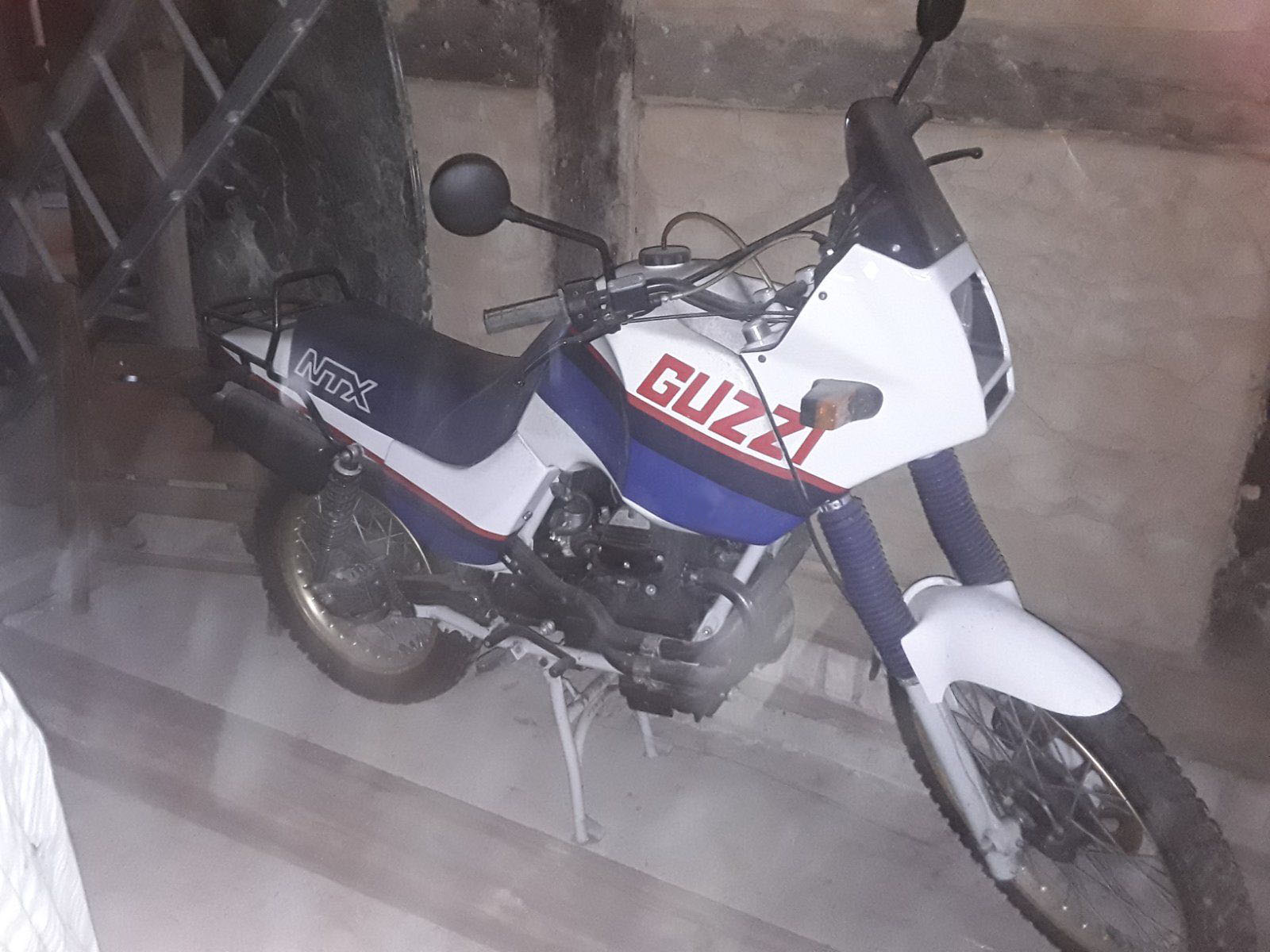
photos de la moto Guzzi NTX 350

La Moto Guzzi NTX 350 est une moto de type trail produite par le constructeur italien Moto Guzzi. Elle se place dans la série NTX du constructeur.

## Sources
- « Moto Guzzi NTX 350 », sur motorcyclespecs.co.za